# بانک ویر
بانک ویر (انگلیسی: WIR Bank) شرکت خدمات مالی و بانکداری سوئیسی است، که در سال ۱۹۳۴ تأسیس شد.